# Pro Dance
Pro Dance – polska wytwórnia fonograficzna z Warszawy, powstała w 1995 roku. Wydawała kasety i płyty takich wykonawców, jak Top One, Shazza, Mister Dex, Lonstar, Cezary Makiewicz & Koltersi, Krywań, Calabash, Rommy Cover, K. Martin, 2D Space, Robby O., MC KGB, D. Bomb, F/X. Zakończyła działalność w 2000 roku wskutek nieporozumień właścicieli.

## Historia
Wytwórnia powstała w 1995 roku w wyniku zmian personalnych w zespole Top One; po odejściu managera Macieja Jamroza, pozostali członkowie zespołu, czyli Paweł Kucharski, Dariusz Królak i Dariusz Zwierzchowski, założyli własną firmę fonograficzną Pro Dance. Miała ona nie tylko zajmować się interesami Top One, ale także umożliwić start wielu utalentowanym muzykom grającym muzykę disco dance, nagrywając i promując ich twórczość. Czwartym wspólnikiem firmy został biznesmen spoza branży muzycznej – Wacław Wróbel, który poparł pomysł stworzenia takiej firmy i wniósł niezbędny kapitał, potrzebny do uruchomienia całego przedsięwzięcia.
Pierwszym wydawnictwem Pro Dance był album zespołu Top One Freedom, wydany w 1995 roku na kasecie i płycie. Pomimo loga wytwórni na okładce (Top One Pro Dance), z tyłu widniał napis: Wydawnictwo Muzyczne CASTON (numer kat. DJC-010), a obok: Licencja Top One Pro Dance. Poprzednikiem firmy Pro Dance była właśnie firma Caston.
W 1997 r. z wytwórni odszedł Paweł Kucharski, który nie mógł pogodzić roli biznesmena z funkcją kompozytora i wokalisty zespołu Top One. Pomimo podobnego problemu, Dariusz Zwierzchowski nie zrezygnował z współprowadzenia firmy. Dołączył on jednak do Pawła Kucharskiego nad pracą przy nowym materiale. W tym czasie Dariusz Królak odizolował się od zespołu, stawiając wszystkie swoje siły na wytwórnię.
W 1999 r. w wyniku odmienności zdań na temat prowadzenia firmy, odszedł z niej Dariusz Zwierzchowski, a Dariusz Królak został wykluczony z zespołu Top One. 

## Artyści należący do Pro Dance
- 2D Space
- Attagoe Calabash[1] (wł. Daniel Osafo Oware, zm. 25 sierpnia 2015[2])
- Baby Dance
- Babylon[3]
- Bayer Full
- Blue Box
- Bolo i Lolo
- Cezary Makiewicz & Koltersi
- D-Bomb
- D-Land
- Deo
- Dr Marek
- Enter Beat
- Extasy
- Fun-Tastic
- F/X
- Irys
- K. Martin
- Kabaret Pirania
- Keys
- Krywań
- Krzysztof Cieciuch
- La Banda
- MC KGB
- Michał Lonstar
- Mister Dex
- Norman
- North Boys
- Paka Woźniaka
- Pro Face
- Puszcza Biała
- Robby O.
- Rommy Cover
- Shazza
- Shogun
- Sound Flower
- Stan Tutaj
- Top One
- Ultra Dance
- Yeti

## Katalog (niekompletny)

### Kasety magnetofonowe
- PRO-001 - Top One Freedom 1995
- PRO-002 – Pro Dance vol. 1 1995
- PRO-003 - Robby O. Elvis 'N' Dance 1995
- PRO-004 - K. Martin Kilka krótkich snów 1995
- PRO-006 - Atlanta wita Was 1996
- PRO-007 - F/X Kochaj i całuj 1996
- PRO-008 – Top Dance The Best of Poland Atlanta 1996
- PRO-010 – La Banda La Banda 1997
- PRO-011 – Norman To nie ja, to nie Ty 1997
- PRO-012 – K. Martin Krzyk... 1997
- PRO-013 - Rommy Cover Jambolaya 1997
- PRO-014 - Hau! Hau! vol. 1 1997 (ostatnie wydawnictwo ze znaczkiem Top One Pro Dance)
- PRO-015 - North Boys Dla ciebie świat 1997
- PRO-016 – Dr Marek Pompon 1997
- PRO-017 – Lody na patyku – piaskowe przeboje 1998
- PRO-017 – Scena Country vol. 1 1998
- PRO-018 - Scena Country vol. 2 1998
- PRO-019 – Shazza Historia pewnej miłości 1998
- PRO-020 – Extasy Lato trwa 1998
- PRO-021 – Mister Dex Wszystko dla Ciebie 1998
- PRO-022 – Baby Dance Szalone małolaty 1998
- PRO-023 - Lonstar Scena Country vol. 2 - Lonstar Greatest Hits 1998
- PRO-024 - Puszcza Biała W moim ogródeczku 1998
- PRO-026 – Jaja od koguta 1998
- PRO-027 - Cezary Makiewicz & Koltersi Scena Country vol. 3 - Wszystkie drogi prowadzą do Mrągowa 1998
- PRO-028 – Viva Gołota 1998
- PRO-029 - Karuzela z przebojami 1998
- PRO-030 – Blue Box Blue Box 1998
- PRO-031 – Kabaret Pirania Daj nam dolara 1999
- PRO-032 – Yeti Yeti 1999
- PRO-033 – Love mix, czyli przeboje dla zakochanych 1999
- PRO-035 - Krzysztof Cieciuch Super Boys 1999
- PRO-036 – Top One The Best of Top One 1989–1999 1999
- PRO-037 – Shazza Najlepsze z najlepszych. Przeboje 1993 - 1999 1999
- PRO-038 - Stan Tutaj Wesołe jest życie... 1999
- PRO-039 – Blue Box Comment ça va '99 1999
- PRO-040 – Bravoo lato '99 1999
- PRO-041 - Marynika Letnia Biesiada 1999
- PRO-042 - Babylon Morskie opowieści 1999
- PRO-045 – Mister Dex Czułe słówka 1999
- PRO-046 – Fun-Tastic Jesteś blisko mnie 1999
- PRO-046 – Scena Country vol. 4 1999
- PRO-048 - Funky 5 Ole! Ole! 1999
- PRO-049 – Zabawa na 102 – Mega przeboje vol. 1 1999
- PRO-??? – Zabawa na 102 – Mega przeboje vol. 2 1999
- PRO-??? – Zabawa na 102 – Mega przeboje vol. 3 1999
- PRO-??? – Zabawa na 102 – Mega przeboje vol. 4 1999
- PRO-051B – Zabawa na 102 – Mega przeboje vol. 5 1999

### Płyty CD
- PRO MCD 001 – K. Martin Aleja moich snów (maxisingel) 1996
- PRO-001 – K. Martin Krzyk... (maxisingel) 1998
- PRO-002 – K. Martin Krzyk... 1998
- PRO-003 - Norman To nie ja, to nie Ty 1997
- PRO-004 - Top One i przyjaciele 1998
- PRO-005 – Shazza Historia pewnej miłości 1998
- PRO-006 – Scena Country vol. 1 1998
- PRO-007 – Lonstar Scena Country vol. 2 – Greatest Hits 1998
- PRO-008 – Cezary Makiewicz & Koltersi Scena Country vol. 3 – Wszystkie drogi prowadzą do Mrągowa 1998
- PRO-009 – Viva Gołota 1998
- PRO-010 - Blue Box Blue Box 1998
- PRO-011 – Krzysztof Cieciuch Super Boys 1999
- PRO-cd-012 – Bravoo lato '99 1999
- PRO-cd-013 – Top One The Best of Top One 1989–1999 1999
- PRO-015 – Shazza Najlepsze z najlepszych. Przeboje 1993 - 1999 1999
- PRO-019A – Zabawa na 102 – Mega przeboje vol. 1 1999
- PRO-020 – Zabawa na 102 – Mega przeboje vol. 2 1999
- PRO-021A – Zabawa na 102 – Mega przeboje vol. 3 1999
- PRO-022 – Zabawa na 102 – Mega przeboje vol. 4 1999
- PRO-023 – Zabawa na 102 – Mega przeboje vol. 5 1999
- PRO-025 – Top One Największe przeboje 2000
- PRO-030 – Zabawa na 102 – Mega przeboje vol. 6 2000
- PRO-031 – Zabawa na 102 – Mega przeboje vol. 7 2000
- PRO-032 – Zabawa na 102 – Mega przeboje vol. 8 2000
- PRO-0?? – Karuzela z przebojami 1998

Inne:
- Bayer Full Od biesiady do biesiady 1999
- Wybierzmy przyszłość 1995 (kaseta promocyjna)

## Wydawnictwa
- Początkowe wydawnictwa Pro Dance opatrzone były logiem: Top One Pro Dance. Ostatnim wydawnictwem opatrzonym tym logiem była składanka Hau! Hau! vol. 1.
- Kasety Scena Country vol. 1 i vol. 4 posiadają te same numery katalogowe, co Lody na patyku – piaskowe przeboje i Fun-Tastic Jesteś blisko mnie.
- Album Scena Country vol. 4 posiada na okładce nadruk Pro Dance, lecz na kasecie i hologramie widnieje już logo Music Ton. Była to jednocześnie pierwsza kaseta wydana nakładem tejże firmy.
- Polska grupa muzyki dance – New Ace w lutym 1996 roku podpisała umowę o współpracy z firmą Pro Dance na okres 3 lat. Z powodu zawirowań w firmie zespół stracił czas, a przygotowany materiał odłożył na półkę.
- Dystrybucją wydawnictw Pro Dance zajmowała się także firma fonograficzno-handlowa S.T.D. z Warszawy.